# Bill Etheridge
Bill Etheridge, właśc. William Milroy Etheridge (ur. 18 marca 1970 w Wolverhampton) – brytyjski polityk, poseł do Parlamentu Europejskiego VIII kadencji.

## Życiorys
Kształcił się w Parkfield High School oraz na Politechnice w Wolverhampton. Pracował jako opiekun i menedżer ds. sprzedaży.
Działał w Partii Konserwatywnej. W 2011 został zawieszony w prawach członka partii, gdy wraz z żoną na Facebooku zamieścili swoje zdjęcia z laleczkami przedstawiającymi postać golliwoga (przez niektóre środowiska uznawanymi za symbol rasistowski). Małżonkowie swoje zachowanie motywowali protestem przeciwko „politycznej poprawności”, oboje opuścili konserwatystów, dołączając do Partii Niepodległości Zjednoczonego Królestwa.
W wyborach europejskich w 2014 Bill Etheridge z ramienia UKIP uzyskał mandat eurodeputowanego VIII kadencji. W 2018 zrezygnował z członkostwa w Partii Niepodległości Zjednoczonego Królestwa. Przystąpił następnie najpierw do Partii Libertariańskiej, a następnie w 2019 do Brexit Party.